# Plistonax travassosi
Plistonax travassosi är en skalbaggsart som beskrevs av Monné och Magno 1992. Plistonax travassosi ingår i släktet Plistonax och familjen långhorningar. Inga underarter finns listade i Catalogue of Life.